# Инсценировка казни

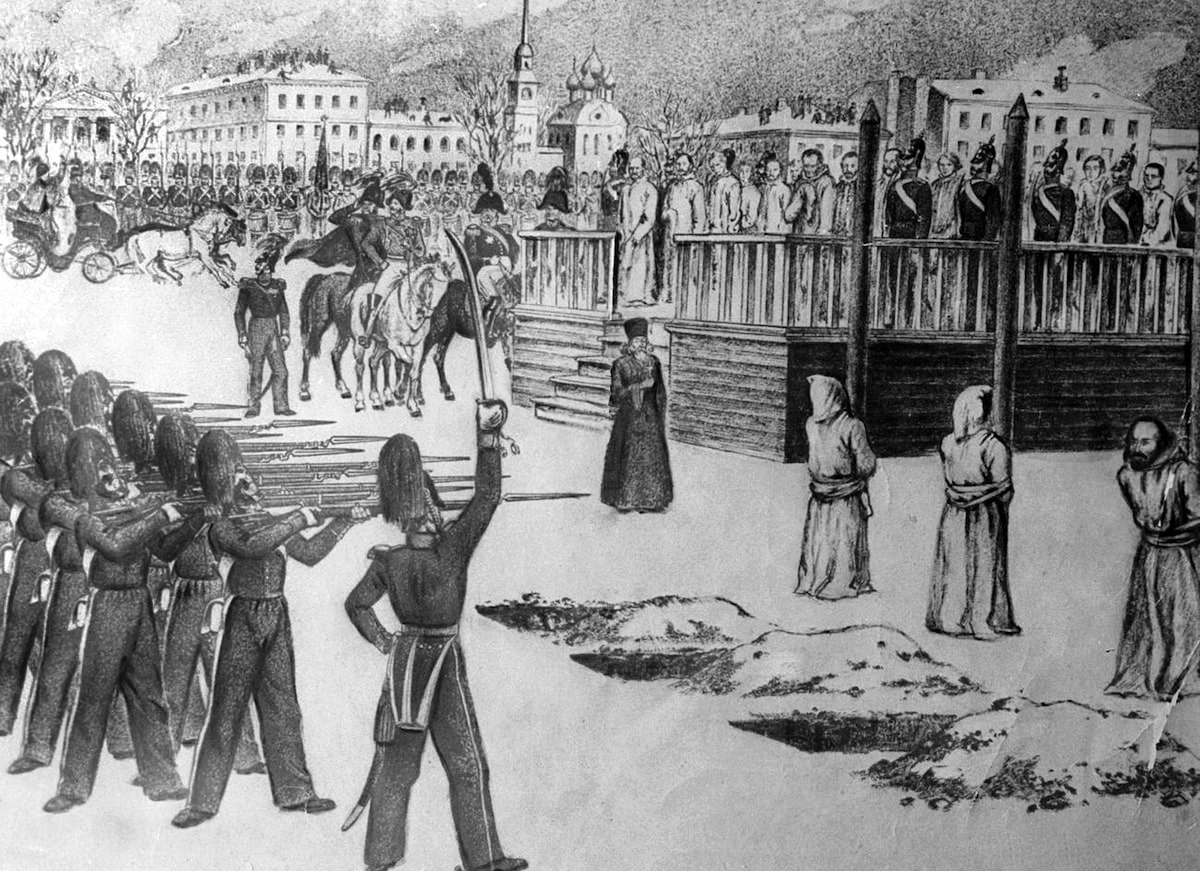
Инсценировка казни — «Обряд казни на Семёновском плацу», рисунок Б. Покровского, 1849 год

Инсценировка казни — вид пытки или психологического давления, заключающийся в имитации приготовлений к смертной казни человека, который подвергается давлению. В ряде случаев инсценировка устраивается с целью добиться каких-либо признаний: человеку завязывают глаза, заставляют рыть собственную могилу, приставляют ствол оружия к голове, ожидая, что страх смерти заставит его согласиться на те или иные требования пытающих. Иногда инсценировка казни производится над уже помилованным осуждённым, который этого не знает и готовится к смерти; такая психологическая травма выступает как бы дополнительной карой.
Так, Казанова рассказывает о «комедии казни», которой его подвергли в Испании, выставив несколько солдат, вытянутых в линию с ружьями наготове.
Один из самых известных случаев инсценировки казни (второго типа) был устроен над петрашевцами 22 декабря 1849 (3 января 1850 года); к этой сцене в своих произведениях неоднократно возвращался самый известный из них — Ф. М. Достоевский.
Случаи инсценировок казни отмечались среди пыток, предпринятых американскими военнослужащими над пленными иракцами в тюрьме Абу-Грейб в 2003—2004 годах.
По свидетельству перебежчика из Исламского государства, Джихадист Джон использовал подобный трюк, чтобы успокоить своих жертв, говоря, что с ними ничего не случится, перед тем, как обезглавить их на видео.